# Rick Manning
Richard Eugene Manning (Niagara Falls, Nueva York, 2 de septiembre de 1954), más conocido como Rick Manning, es un exjugador profesional estadounidense de béisbol que se desempeñó en la posición de jardinero central en las Grandes Ligas de Béisbol (MLB). Es poseedor de un Guante de Oro.

## Carrera
Manning jugó como profesional nueve temporadas en Cleveland Indians (1975-1983), después pasó a Milwaukee Brewers, donde jugó cinco temporadas (1983-1987), y fue el equipo en el que se retiró.

## Premios
Fue galardonado con el Guante de Oro en una oportunidad (1976).